# Akbar Shandermani
Akbar Shandermani (Bandar-e Anzali, Iran, 7 octobre 1917 - 29 août 1995) est un communiste iranien. Membre fondateur du Parti communiste iranien Tudeh. En 1937, lui et 52 autres de ses collègues ont été arrêtés pour activité communiste,,,,.